# Ухта (Хабаровский край)
Ухта́ — село в Ульчском районе Хабаровского края. Административный центр и единственный населённый пункт одноимённого сельского поселения.

## География
Село расположено на левом берегу Амура.

## Население
| 1992 | 2002 | 2010 | 2011 | 2012 | 2013 | 2014 |
| ---- | ---- | ---- | ---- | ---- | ---- | ---- |
| 192  | ↘176 | ↘156 | ↘155 | ↘153 | ↘149 | →149 |
| 2015 | 2016 | 2017 | 2018 | 2019 | 2020 | 2021 |
| ↘144 | ↘140 | ↘136 | ↗141 | ↘132 | ↘128 | ↘123 |

## Улицы
| - ул. Амурская, - ул. Кирова, - ул. Лесная, - ул. Набережная, | - ул. Озёрная, - ул. Октябрьская, - ул. Центральная. |